# Gare d’Heilly
Gare d’Heilly vasútállomás Franciaországban, Heilly településen.

## Vasútvonalak
Az állomást az alábbi vasútvonalak érintik:
- Párizs-Lille-vasútvonal

## Kapcsolódó állomások
A vasútállomáshoz az alábbi állomások vannak a legközelebb:
- Gare de Corbie
- Gare de Méricourt - Ribémont